# Вільям Браункер
Вільям Браункер (застар. Броункер, англ. William Brouncker, 2nd Viscount Brouncker; 1620 — 5 квітня 1684, Лондон) — англійський математик і державний діяч, член-засновник і перший президент Лондонського королівського товариства (1662—1677). Автор «формули Браункера».
Основні роботи присвячені теорії нескінченних числових рядів і ланцюгових дробів.
Переконаний монархіст. Після реставрації Стюартів (1660) отримав від нового короля Карла II місце лорда-канцлера королеви та лорда-зберігача Великої королівської печатки.

## Біографія
Вільям Браункер народився близько 1620 (документальні підтвердження не збереглися), імовірно в ірландському селі Касллайонс (згідно з Оксфордським словником, у селі Ньюкасл). Його батько, також Вільям Браункер, носив титул віцекамергера принца Карла при дворі короля Карла I, був також генеральним комісаром в експедиції проти шотландців у 1639 році.
У 1636 році Вільям Браункер вступив до Оксфордського університету, де вивчав математику, мови та медицину. У 1642 році в Англії почалася громадянська війна, і навчання на тлі цих подій було непростою справою. У 1645 році Карл I за заслуги перед короною нагородив Браункера-батька титулом віконту ірландського перства; через два місяці новоспечений віконт помер, передавши титул синові. Юнак закінчив навчання лише у 1647 році, здобув формальне звання доктора медицини та залишився викладати математику в університеті. Через два роки померла мати Браункера, і того ж року короля Карла стратили. Браункер продовжував свої математичні дослідження, вів активне листування з Валлісом, у ньому він викладав свої відкриття; у 1658 році Валліс надрукував ці листи у журналі Королівського товариства «Commercium Epistolicum». Через Валліса й інших своїх кореспондентів Браункер став співпрацювати з групою вчених, які зустрічалися лондонському Грешем-коледжі.
У 1660 році відбулася реставрація Стюартов, престол зайняв Карл II, який добре знав і цінував покійного Браункера-батька. Браункер балотувався на нових парламентських виборах та був обраний депутатом. Поліпшення ситуації в Лондоні, зокрема, відбуття військ, дислокованих у Грешем-коледжі, дозволило вченим знову почати зустрічатися. У середу, 28 листопада 1660 року, Браункер був одним із 12 вчених на зборах у Грешем-коледжі, які прийняли рішення створити «Товариство сприяння фізико-математичному експериментальному навчанню» (англ. Society for the Promoting of Physico-Mathematical Experimental Learning), яке, як вони заявили, просуватиме експериментально обґрунтовану натуральну філософію.
У 1662 році Карл II, який потребував підданих, які довели свою вірність, призначив Браункера на місце лорда-канцлера королеви Катерини та Лорда-зберігача Великої печатки, а також головою госпіталю Святої Катерини (неподалік Тауера). Того ж року Товариство у Грешемі звернулося до короля з проханням визнати його та надати королівське заступництво. Після офіційного затвердження Королівською хартією статуту та статусу Лондонського королівського товариства Браункер отримав призначення стати його першим президентом (до цього керівництво товариством здійснював Роберт Морей). Згодом Браункер аж до 1677 року переобирався на посаді президента Товариства щорічно. Браункер багато працював для Товариства, забезпечуючи його активність. Зокрема, він провів багато експериментів, зокрема з балістики, теорії маятника та вивчення зміщення стрілки компаса.
У 1664—1667 роках Браункер був президентом Грешем-коледжу. З урахуванням його постійного інтересу до морських справ, у 1664 році він отримав призначення уповноваженого (commissioner) в Адміралтейській раді, у 1666 році став «інспектором» (Comptroller of Treasurer Accounts). Ненадовго у 1679 році та на постійній основі з 1681 році увійшов до числа лордів — членів Комітету Адміралтейства.
Приблизно з 1675 року у Королівському суспільстві назрів конфлікт. Браункер посварився з Робертом Гуком через те, що він виступив проти патенту Гука на годинник із пружинним регулюванням, вважаючи його пріоритет сумнівним. Гук вирішив, що настав час змінити президента, й організував відповідну агітацію. Щорічні вибори 1675 та 1676 років вважалися Гуком несправедливими, і той факт, що Гука не обрали до Ради товариства у 1676 році, ще більше зміцнив його рішучість реформувати виборчий процес. Спочатку Гук провів рішення обирати Раду голосуванням, після чого записав у своєму щоденнику: «Лорд Браункер розлютився і пішов». Браункер не був присутній на листопадовому засіданні 1677 року, де його наступником на посаді президента був обраний сер Джозеф Вільямсон.
У шлюбі ніколи не перебував, проте багато років прожив разом з акторкою Ебігейл Вільямс (англ. Abigail Williams, якій залишив більшу частину свого майна.
Помер 5 квітня 1684 року у своєму будинку на Сент-Джеймс-стріт, Вестмінстер, Лондон.

## Наукова діяльність
Браункер найбільш відомий як автор формули Браункера (у трактаті Валліса «Arithmetica Infinitorum», 1655):
{\displaystyle {\frac {\pi }{4}}={\cfrac {1}{1+{\cfrac {1^{2}}{2+{\cfrac {3^{2}}{2+{\cfrac {5^{2}}{2+{\cfrac {7^{2}}{2+{\cfrac {9^{2}}{2+\ddots }}}}}}}}}}}}}
Можна показати, що відповідні дроби цього виразу збігаються з частковими сумами ряду Лейбніца для {\displaystyle {\frac {\pi }{4}}.}
Валліс повідомив Гюйгенсу про цей результат, і Гюйгенс висловив сильні сумніви щодо його істинності. Однак після того, як Браункер за допомогою цього розкладання правильно обчислив перші 10 символів числа π, Гюйгенс визнав результат.
У 1650 році незалежно від П'єтра Менголі виявив й опублікував у трактаті «Квадратура гіперболи за допомогою нескінченного ряду раціональних чисел» розкладання натурального логарифма {\displaystyle \ln 2} у нескінченний ряд і досліджував його збіжність:
{\displaystyle \ln 2={\frac {1}{1\cdot 2}}+{\frac {1}{3\cdot 4}}+{\frac {1}{5\cdot 6}}+\dots }
Тим самим було започатковано дослідження та застосування нескінченних рядів (поки що тільки числових).
Дав спрямування гіперболи та параболи. Ввів термін «гармонічний ряд».
Поряд з Валлісом знайшов рішення рівняння Пелля, яке, на відміну від Валліса, представив (у листі до Валліса 1658 року) у вигляді ланцюгового дробу. Історики вважають назву «рівняння Пелля» непорозумінням, яке виникло через помилку Леонарда Ейлера; частина істориків вважає справедливішою назву «рівняння Браункера».
Крім математики Браункер серйозно цікавився музикою. У 1653 році він перевів з латинської на англійську працю Декарта 1618 року, видану посмертно у 1650 році у Нідерландах під назвою «Renati Descartes Musicae Compendium». Браункер доповнив свій переклад розлогими власними коментарями, у яких, зокрема, запропонував варіацію ідей Мерсенна, розділивши музичну октаву на 17 рівних інтервалів (у Мерсенна 12), причому він обґрунтував свою шкалу математично зі співвідношень, заснованих на золотому перетині.

## Праці
- Experiments of the Recoiling of Forces (Spratt, History of the Royal Society, 233 et seq.).
- The Squaring of the Hyperbola, by an Infinite Series of Rational Numbers. JSTOR. Процитовано 24 квітня 2021.
- На розрізі зрізаної лінії з Paraboloid до Straight Line, і з Finding a Straight Line є те, що з Cycloid (Philosophical Transactions, iii. 645, viii. 649).
- Descartes, R., 1653. Renatus Des-Cartes Excellent Compendium of Music і Animadversions of Author (Walter Charleton, Trans., William Brouncker, Ed.). Thomas Harper for Humphrey Moseley, London.